# Cerrena sclerodepsis
Cerrena sclerodepsis är en svampart som först beskrevs av Miles Joseph Berkeley, och fick sitt nu gällande namn av Leif Ryvarden 1976. Cerrena sclerodepsis ingår i släktet Cerrena och familjen Polyporaceae.   Inga underarter finns listade i Catalogue of Life.